# Гриценко Валерій Миколайович
Валерій Миколайович Гриценко — колишній радянський та український футболіст, що виступав на позиції захисника.

## Біографія
Гриценко з сім'ї робітників, дитинство і юність пройшли в робочому містечку заводу «ОР» міста Луганська. Хлопчиськом закохався в футбол, яким захоплювалися тоді в кожному дворі. Першим тренером був В.Г. Погорєлов, який розглянув в хлопчиську задатки центрального захисника. Не випадково опинився в групі підготовки команди майстрів «Зоря», причому займався він з хлопцями старше за свій вік. Валерій ще юнаком притягувався до ігор за юніорську збірну України.
У 1976 році, повторно виграв «Кубок юності», Гриценко назвали кращим захисником.
У «Зорі вже з 8-го класу він виступав за дублюючий склад луганської команди, отримуючи в профкомі заводу «ОР» зарплату.
Восени 1978 року його призвали на військову службу, значився в спортроті, грав в основному складі команди СКА (Ростов-на-Дону). Тоді ростовські армійці виграли першість першої ліги і здобули право змагатися у всесоюзному чемпіонаті вищої ліги. Взимку його залучили до складу команди Північно-Кавказького військового округу на зимова першість Збройних сил СРСР з футболу. Його команда програла всі матчі на престижному для армійських генералів турнірі, в ході якого Гриценко відрахували. З виховною метою Валерія, для науки іншим, тимчасово відрядили в Орджонікідзе в частину за місцем приписки.
В той момент командування наказало: в режимі особливої секретності сформувати стрілецьку підрозділ, відібравши найбільш фізично міцних, здорових і витривалих, ідеологічно витриманих і морально-стійких. Таким порахували і Валерія Гриценко. Зануривши в ешелон і практично без зупинок, доставили в Середню Азію.
У складі обмеженого військового контингенту Радянської армії 21 січня 1980 року перетнув держкордон з Афганістаном по понтонного мосту на БТРі. Було потрібно забезпечити цілісність мостів через річку Пяндж.
Демобілізація, оголошена міністром оборони у вересні, для Гриценко фактично відбулася в грудні 1980 року. Затримали, щоб навчити зміну для подальшого виконання «інтернаціонального обов'язку».
За 11 місяців служби в Афгані Гриценко розучився спати ночами.
Після служби в армії Гриценко виступав за «Стахановець» (Стаханов), «Торпедо» (Таганрог), «Колос» (Павлоград). У 1982-1983 роках грав у основі «Зорі». Потім Гриценко два сезони провів До Ровеньківського «Авангарді». Граючи за краснодарської «Кубані», на зимових зборах в товариському матчі забив м'яч у ворота «Зорі». Пограв у командах «Крила Рад» (Куйбишев), «Дніпро» (Черкаси), «Десна» (Чернігів), «Пелікан» (Лович, Польща) та «Рось» (Біла Церква). У складі чернігівського «Домобудівник» в 1997 році завоював Кубок України, який в тому році проводила Українська асоціація футболу.

## Досягнення
- переможець «Кубка юності» (2): 1976, 1977 (у складі збірної України)
- срібний призер Першої ліги СРСР (1): 1978
- володар Аматорського кубка України з футболу (1): 1997